# Най-великата история, разказвана някога
„Най-великата история, разказвана някога“ (на английски: The Greatest Story Ever Told) е американски биографичен филм от 1965 година на режисьора Джордж Стивънс по негов сценарий в съавторство с Джеймс Лий Барет. Главните роли се изпълняват от Макс фон Сюдов, Дороти Макгуайър, Чарлтън Хестън, Хосе Ферер, Тели Савалас.

## Сюжет
Действието проследява новозаветната история за живота на Иисус Христос от Рождеството до Възнесението.

## В ролите
| Актьор                 | Роля                        |
| ---------------------- | --------------------------- |
| Макс фон Сюдов         | Иисус Христос               |
| Дороти Макгуайър       | Дева Мария                  |
| Чарлтън Хестън         | Йоан Кръстител              |
| Клод Рейнс             | Ирод Велики                 |
| Хосе Ферер             | Ирод Антипа                 |
| Тели Савалас           | Пилат Понтийски             |
| Мериън Селдес          | Иродиада                    |
| Мартин Ландау          | Каяфа                       |
| Дейвид Маккалъм        | Юда Искариотски             |
| Доналд Плезънс         | Тъмният отшелник (Сатаната) |
| Майкъл Андерсън-младши | Яков Справедливият          |
| Роди Макдауъл          | Матей                       |
| Джоана Дънам           | Мария Магдалина             |
| Джозеф Шилдкраут       | Никодим                     |
| Ед Уин                 | Стария Арам                 |
| Карол Бейкър           | Св.Вероника                 |
| Майкъл Ансара          | Командирът на Ирод          |
| Пат Бун                | Ангел на гробницата         |
| Ван Хефлин             | Бар Аманд                   |
| Анджела Лансбъри       | Клаудия                     |
| Робърт Лоджия          | Йосиф                       |
| Сидни Поатие           | Симон Киренски              |
| Джон Уейн              | Центурион при Разпятието    |
| Шели Уинтърс           | Жена, която е излекувана    |

## Награди и номинации
„Най-великата история, разказвана някога“ е търговски провал, но е номиниран за пет награди „Оскар“. 